# Tokijska cesarska palača
Cesarska palača v Tokiu (皇居, Kōkjo, dobesedno 'cesarska rezidenca') je primarna rezidenca japonskega cesarja. To je velik park, ki se nahaja v okraju Čijoda v Tokiu, v katerem je več stavb, vključno glavna palača (宮殿, Kjūden), zasebna rezidenca cesarske družine, arhiv, muzeji in drugi uradi. 
Zgrajena je na mestu starega gradu Edo. Skupna površina vključno s parki znaša 3,41 kvadratnih kilometrov. Leta 1980, v času japonskega nepremičninskega balona, so palačo vrednotili za večjo vrednost kot vse nepremičnine v državi Kaliforniji.

## Zgodovina

### Grad Edo
Po kapitulaciji šogunata in obnovi Meidži, so prebivalci, vključno s šogunom Tokugavo Jošinobujem, morali izprazniti prostore gradu Edo. Ko je 26. novembra 1868 zapustil Kjotsko cesarsko palačo, je cesar prišel na grad Edo na njegovo novo prebivališče in ga preimenoval v grad Tōkei (東京 城, Tōkei-džō). V tem času se je Tokio prav tako imenovalo Tōkei. Cesar je ponovno odšel iz Kjota v Tokio 9. maj 1869 in grad preimenoval v cesarski grad (皇城, Kodžō).
Prejšnji požari so uničili območje Honomaru (本 丸) - star bivalno-obrambni grad (sam je zgorel v Meireki požaru leta 1657). V noči 5. maja 1873 je požar zajel palačo Nišinomaru (西の丸, »zahodno podgradje«) (prej šogunovo prebivališče) in novo cesarsko palačo. Nova je bila zgrajena na istem mestu leta 1888. Neprofitna organizacija za obnovo Edo-ja (江 戸 城 再 建) je bila ustanovljena leta 2004 z namenom, da zagotovi zgodovinsko pravilno rekonstrukcijo vsaj glavnega bivalnega gradu. Marca 2013 je Naotaka Kotake, vodja skupine, dejal, da »glavno mesto potrebuje simbolno stavbo« in da skupina načrtuje zbiranje donacij in podpisov peticije v podporo obnovi gradu. Načrt rekonstrukcije je bil narejen na osnovi starih dokumentov. Cesarjeva osebna agencija v tem času ni navedla ali bi projekt podprla.

### Stara palača
V obdobju Meidži je večina strukture gradu Edo izginila. Nekatere so podrli, da bi naredili prostor za druge stavbe, druge so uničili potresi in požari. Na primer, leseni dvojni most (二 重 橋, Nidžūbaši) čez jarek so nadomestili s kamnitim in železnim mostom. Zgradbe cesarske palače zgrajene v obdobju Meidži so bile lesene. Njihova zasnova je bila tradicionalna japonska arhitektura po zunanjem videzu, medtem ko je bila notranjost eklektična mešanica takratne mode japonskih in evropskih elementov. Strop velike dvorane je bil kasetiran z japonskimi elementi, v prostoru pa zahodnjaški stoli, mize in težke zavese. Tla v javnih prostorih so bila parket ali preproge, v stanovanjskih prostorih so uporabljali tradicionalne tatami preproge.
Glavna sprejemna dvorana je bila osrednji del palače. To je bila največja stavba v kompleksu. Gostje so bili tam sprejeti na javne prireditve. Površina je bila več kot 223 tsubo ali približno 737,25 m². V notranjosti je bil kasetiran strop v tradicionalnem japonskem slogu, medtem ko so bila tla iz parketa. Streha je bila oblikovan podobno Kjotski cesarski palači, vendar pa je bila pokrita z bakrenimi ploščami namesto skodle iz japonske ciprese (Chamaecyparis obtusa).
V poznem Taišō in zgodnjem obdobju šōwa, so dodali več betonskih zgradb, kot je sedež Ministrstva za cesarske zadeve in Tajni svet. Te strukture kažejo samo odtenke japonskih elementov.
Od leta 1888 do 1948 se je kompleks imenoval Palačni grad (宮城, Kjūdžō). V noči na 25. maja 1945 je bila večina struktur cesarske palače uničena v bombnem napadu zavezniških sil na Tokio. V mesecu avgustu 1945, v zadnjih dnevih druge svetovne vojne, je cesar Hirohito sklical Tajni svet in odločal o predaji Japonske v podzemnem bunkerju v podzemlju palače imenovanem Njegovega veličanstva knjižnica (御 文庫 附属 室, Obunko Fuzokušicu).
Po uničenju obsežne palače iz obdobja Meidži, je bila nova glavna palačna dvorana (宮殿, Kjūden) in rezidenca zgrajena na zahodnem delu območja v 1960-ih. Območje je bilo preimenovano v Cesarsko rezidenco (皇居, Kōkjo), leta 1948 pa je bil vzhodni del preimenovan v Vzhodni park (東 御苑 Higaši-Gjoen) in leta 1968 postal javni park leta 1968.
Notranje podobe stare Meidžijeve palače, ki je bila uničena med drugo svetovno vojno
- Higašidamari-no-Ma
- Čigusa-no-Ma
- Hōmei-Den
- Kiri-no-Ma
- Nišidamari-no-Ma

### Današnja palača
Sedanja Cesarska palača zajema manjši del nekdanjega gradu Edo. Sodobna palača Kjūden (宮殿), načrtovana za različne cesarske vladarske funkcije in sprejeme, se nahaja v starem delu nišinomaru. Veliko bolj skromno prebivališče sedanjega cesarja in cesarice se nahaja v parku Fukiage. Zasnoval ga je japonski arhitekt Šōzō Učii kot sodobno prebivališče in je bilo končano leta 1993.
Razen Agencije za cesarske zadeve in Vzhodni park, je palača v glavnem zaprta za javnost. Vsako novo leto (2. januarja) in na cesarjev rojstni dan, se javnosti dovoli vstop skozi Nakamon (notranja vrata), kjer se zbirajo na trgu Kjuden Totei pred sprejemno dvorano Chowaden. Cesarska družina se pojavi na balkonu pred množico, cesar pa ima običajno kratek nagovor v pozdrav in zahvalo obiskovalcem in jim želi dobro zdravje in blagoslov.
Vsako leto 1. januarja v palači poteka konvencije poezija, ki se imenuje Utakai Hadžime. Stari deli honmaru, ninomaru in sannomaru so zdaj vključeni v Vzhodni park, območje za javni dostop, kjer so tudi upravne in druge javne zgradbe.
Park Kitanomaru se nahaja na severu in je nekdanje severno obzidje gradu Edo. To je javni park, v njem je tudi dvorana Nippon Budokan. Na jugu so zunanji vrtovi cesarske palače (Kōkjo-gaien), ki so tudi javni park.

## Območje

### Kjūden
Cesarska palača in sedež agencije za cesarske zadeve je v nekdanjem Nišinomaru območju (zahodno podgradje) gradu Edo.
Glavne stavbe območja palače, vključno glavna palača, so bile hudo poškodovane v požaru maja 1945. Današnja palača je sestavljena iz več modernih struktur, ki so med seboj povezane. Palačni kompleks je bil dokončan leta 1968 in je bil izdelan iz jekla, uokvirjen z armiranobetonsko konstrukcijo, z dvema nadstropjema nad tlemi in enim podzemnim. Zgradbe cesarske palače je zgradila Takenaka Corporation v modernističnem slogu z jasnimi japonskimi arhitekturnimi referencami, kot so čopaste strehe z velikimi zatrepi, stebri in tramovi.
Kompleks je sestavljen iz šestih kril, vključno z:
- Seiden - državna dvorana za protokolarne zadeve
- Hōmeiden - državna banketna dvorana
- Čōvaden – sprejemna dvorana
- Rensui - jedilnica
- Čigusa Čidori dnevna soba in
- Cesarjeva delovna pisarna

Dvorane so Minami-Damari, Nami-no-Ma, več hodnikov, Kita-Damari, Šakjō-no-Ma, Šunju-no-Ma, Seiden-Sugitoe (Kaede), Seiden-Sugitoe (Sakura), Take-no-Ma, Ume-no-Ma in Macu-no-Ma. Znani Nihonga umetniki (nihonga so slike, ki so narejene v skladu s tradicionalnimi japonskimi umetniškimi konvencijami, tehnikami in materiali), kot je Maeda Seison so dobili naročilo za umetniška dela.
Kjūden se uporablja tako za sprejemanje državnih gostov kot za uradne državne slovesnosti in funkcije. Macu-no-Ma je prestolna soba. Cesar sprejema predsednika vlade v tej sobi, kot tudi imenuje ali razrešuje veleposlanike in ministre države. To je tudi prostor, kjer sta imenovana predsednik vlade in vrhovni sodnik.

### Park Fukiage
Park Fukiage nosi ime iz obdobja Edo in se uporablja kot stanovanjska površina za cesarsko družino.
Palača Fukiage Ōmija (吹 上 大 宮 御所) v severnem delu je bila prvotno rezidenca cesarja Šova in cesarice Kōjun in se je imenovala palača Fukiage. Po smrti cesarja leta 1989 se je palača preimenovala v Fukiage Ōmija in je bila rezidenca cesarice vdove do njene smrti leta 2000.
V območju palače so tri palačna svetišča (宮中 三 殿, Kjūčū-Sanden). Deli cesarskih insignij Japonske se hranijo tukaj, svetišče pa ima tudi versko vlogo pri cesarjevem ustoličenju in poroki.

## Vzhodni park
Vzhodni park je tam, kjer se nahaja večina upravnih stavb za palačo in zajema nekdanje področje Honmaru in Ninomaru gradu Edo, skupaj 210.000 m². Tukaj je tudi cesarska Tokagakudo glasbena dvorana, glasbeni oddelek za upravne slovesnosti cesarske družine, arhiv in oddelek za mavzoleje, objekti za stražo, kot je Saineikan dodžo in muzej cesarskih zbirk.
Več objektov, ki so bili dodani od obdobja Meidži so sčasoma odstranili zaradi ureditve Vzhodnega parka. Leta 1932 je bila zgrajena Kuretake-rjō kot spalnica za cesarske princese, pa tudi ta stavba je bila odstranjena pred gradnjo sedanjih vrtov. Druge stavbe, kot so hlevi in stanovanja so bile odstranjene zaradi sedanje konfiguracije parka.
Gradbena dela so se začela leta 1961 z novim ribnikom v Ninomaru, kot tudi popravilom in obnovo različnih ohranjenih stolpov in objektov iz obdobja Edo. 30. maja 1963 je japonska vlada območje razglasila kot »poseben zgodovinski relikt« v smislu zakona o varstvu kulturne objektov.

### Tōkagakudō (glasbena dvorana)
Tōkagakudō (桃 華 楽 堂?, »dvorana breskovega cveta«) je vzhodno od nekdanjega glavnega bivalnega gradu Edo v Honmaru. Ta glasbena dvorana je bila zgrajena v spomin na 60. rojstni dan cesarice Kojun 6. marca 1963. Armiranobetonska stavba pokriva skupno površino 1254 m². Dvorana je osmerokotne oblike in vsaka od njenih osmih zunanjih sten je okrašena z različno zasnovanimi mozaik ploščicami. Gradnja se je začela avgusta 1964 in je bila končana februarja 1966.

### Park Ninomaru
Simbolna drevesa, ki predstavljajo vsako prefekturo na Japonskem so posajena v severozahodnem vogalu območja Ninomaru. Takšna drevesa so darovali iz vsake prefekture in jih je skupno 260 in 30 sort.

### Suva no čaja
Suva no čaja (諏 訪 の 茶屋) je bila čajnica v parku Fukiage v obdobju Edo. Preselili so jo v palačo Akasaka po obnovi Meidži, vendar je bila obnovljena na svojem prvotnem mestu leta 1912. Preselili so jo na sedanjo lokacijo ob urejanju Vzhodnega parka.

## Kitanomaru
Park Kitanomaru je na severu, na območju nekdanjega severnega obzidja gradu Edo. To je javni park in je mesto dvorane Nippon Budokan.
Ta park vsebuje bronast spomenik kneza Kitaširakava Jošihisa (北 白 川 宮 能 久 親王, Kitaširakava-no-Mija jošihisa-šinō)

## Kōkjo-gaien
Na jugu so veliki zunanji vrtovi cesarske palače, ki so tudi javni park. V njih stoji bronast spomenik samuraja Kusunoki Masašige (楠木 正 成)

## Galerija
- Stavba agencije za cesarsko družino,zgrajena v 1930-ih
- Stavba nekdanjega Tajnega sveta na območju Vzhodnega parka, ena redkih v zahodnem slogu iz predvojne dobe šowa
- Palačno območje novembra 2009 ob praznovanju obletnice Akihitovega kronanja
- Sprehajališče v Vzhodnem parku
- Hasuikebori lotosov jarek
- Fudžimi-jagura (stolp gore Fudži), stražni stolp znotraj palačnega območja
- Ribnik v Vzhodnem parku